# Saison 2012-2013 du Saint-Trond VV (féminines)
Maillots
Chronologie
Saison précédente Saison suivante
La saison 2012-2013 du Saint-Trond VV est la première saison de ce club en BeNe League, une nouvelle compétition avec les meilleures équipes belges et néerlandaises de football féminin. La saison précédente, Saint-Trond finit quatrième en Division 1. Cette saison, les dames de Saint-Trond finissait 5e en BeNe League Red et 6e en BeNe League B.

## Résumé
Saint-Trond VV débute la nouvelle compétition avec une victoire à domicile contre le RSC Anderlecht. C'est le début d'une belle série, avec quatre matches gagnés consécutivement. Lors de la cinquième journée, le club subit une défaite logique contre le Standard de Liège, le club qui, depuis des années, domine le football belge féminin. C'est le début d'une mauvaise série, avec quatre matches sans victoire. Le 10 novembre, Saint-Trond VV renoue avec la victoire, contre SV Zulte Waregem, le match suivant est gagné contre Oud-Heverlee Louvain. Dans la rencontre contre RSC Anderlecht, Saint-Trond VV fait match nul. Mais les cinq matches suivants voient les Trudonnaires ne gagner qu'une fois. Saint-Trond VV échoue à la cinquième place, à un point de la qualification pour la BeNe League A.
En BeNe League B, Saint-Trond gagne six matches, les huit autres sont perdus. STVV finit sixième, derrière les quatre équipes néerlandaises et Oud-Heverlee Louvain.

## Effectif
| Nr. | Nom                  | Position          | Nationalité | Date de naissance |
| --- | -------------------- | ----------------- | ----------- | ----------------- |
| 1   | Sabrina Broos        | Gardien de but    | Belgique    | 28 mai 1985       |
| 2   | Femke Houben         | Défenseur         | Belgique    | 23 janvier 1992   |
| 3   | Lore Vanschoenwinkel | Défenseur         | Belgique    | 7 avril 1991      |
| 4   | Heleen Jaques        | Défenseur         | Belgique    | 24 avril 1988     |
| 5   | Gitte Vanwesenbeeck  | Milieu de terrain | Belgique    | 15 février 1990   |
| 6   | Marlies Verbruggen   | Milieu de terrain | Belgique    | 8 janvier 1988    |
| 7   | Charlotte Cranshoff  | Milieu de terrain | Belgique    | 21 décembre 1990  |
| 8   | Heidi Wijnants       | Attaquant         | Belgique    | 16 mai 1985       |
| 9   | Anne Stulens         | Milieu de terrain | Belgique    | 6 février 1995    |
| 10  | Inge Heiremans       | Attaquant         | Belgique    | 9 juin 1981       |
| 11  | Dorien Guilliams     | Attaquant         | Belgique    | 3 février 1987    |
| 12  | Kimberly Verbist     | Milieu de terrain | Belgique    | 20 juillet 1993   |
| 13  | Esther Oversteyns    | Attaquant         | Belgique    | 31 juillet 1993   |
| 14  | Elke Meers           | Attaquant         | Belgique    | 9 février 1986    |
| 15  | Kristien Elsen       | Attaquant         | Belgique    | 5 septembre 1988  |
| 16  | Femke Jonckers       | Défenseur         | Belgique    | 28 juillet 1989   |
| 17  | Elien Bolkaerts      | Attaquant         | Belgique    | 16 février 1990   |
| 18  | Eleen Kimps          | Milieu de terrain | Belgique    | 7 février 1991    |
| 19  | An Wijnants          | Gardien de but    | Belgique    | 19 octobre 1986   |
| 20  | Eline Peerenbooms    | Défenseur         | Belgique    | 4 février 1994    |
| 21  | Annelies Menten      | Milieu de terrain | Belgique    | 3 juillet 1991    |
| 22  | Nathalie Weytjens    | Défenseur         | Belgique    | 2 février 1989    |
| 23  | Shana De Keyser      | Attaquant         | Belgique    | 17 avril 1992     |
| 24  | Lien Haverals        | Milieu de terrain | Belgique    | 29 mars 1991      |
| 25  | Silke Leynen         | Attaquant         | Belgique    | 6 avril 1995      |

### Encadrement technique
- Fons Moons (entraîneur)
- Kurt Aerts (entraîneur adjoint)

## BeNe League

### BeNe League Red

#### Rencontres
| | |       |                                                                                                | |
| Samedi 25 août 2012, 15:00 | Saint-Trond | 3 - 2 | RSC Anderlecht                                                                                 | |
| Stayen, Saint-Trond Arbitrage : Walter Gijsen Journée 1 BeNe League Red 2012-13 | Inge Heiremans 26e · Inge Heiremans 32e · Elke Meers 39e · Kimberly Verbist 73e · Marlies Verbruggen 86e                                         |       | 9e Justine Vanhaevermaet · 29e Meagan McLoughlin · 56e Annelies Van Loock · 72e Tessa Wullaert | Composition du Saint-Trond : · An Wijnants, Kimberly Verbist, Lore Vanschoenwinkel, Nathalie Weytjens, Inge Heiremans, Kristien Elsen, Marlies Verbruggen, Charlotte Cranshoff, Eleen Kimps, Lien Haverals, Elke Meers · Remplacements du Saint-Trond : · 59e Marlies Verbruggen Annelies Menten · 59e Charlotte Cranshoff Silke Leynen · 71e Kristien Elsen Esther Oversteyns |
| | |       |                                                                                                | |
| Samedi 1er septembre 2012, 16:00 | Beerschot AD | 0 - 1 | Saint-Trond                                                                                    | |
| Complexe d'entraînement du Kontich FC, Kontich Arbitrage : Hannelore Onsea Journée 2 BeNe League Red 2012-13 | Riana Nainggolan 39e |       | 36e Kristien Elsen · 54e Nathalie Weytjens                                                     | Composition du Saint-Trond : · An Wijnants, Kimberly Verbist, Lore Vanschoenwinkel, Nathalie Weytjens, Inge Heiremans, Kristien Elsen, Marlies Verbruggen, Charlotte Cranshoff, Eleen Kimps, Lien Haverals, Elke Meers · Remplacements du Saint-Trond : · 59e Charlotte Cranshoff Silke Leynen · 76e Kimberly Verbist Annelies Menten                                          |
| | |       |                                                                                                | |
| Samedi 8 septembre 2012, 17:00 | Saint-Trond | 6 - 0 | SV Zulte Waregem                                                                               | |
| Stayen, Saint-Trond Arbitrage : Virginie Derouaux Journée 3 BeNe League Red 2012-13 | Silke Leynen 28e · Nathalie Weytjens 32e · Inge Heiremans 56e · Esther Oversteyns 66e · Elke Meers 75e · Kristien Elsen 82e · Kristien Elsen 87e |       |                                                                                                | Composition du Saint-Trond : · An Wijnants, Kimberly Verbist, Lore Vanschoenwinkel, Nathalie Weytjens, Inge Heiremans, Kristien Elsen, Marlies Verbruggen, Eleen Kimps, Lien Haverals, Elke Meers, Silke Leynen · Remplacements du Saint-Trond : · 43e Nathalie Weytjens Annelies Menten · 46e Silke Leynen Esther Oversteyns · 67e Kimberly Verbist Dorien Guilliams          |
| | |       |                                                                                                | |
| Samedi 22 septembre 2012, 15:00 | Oud-Heverlee Louvain | 1 - 3 | Saint-Trond                                                                                    | |
| Den Dreef, Louvain Arbitrage : Tirso Boon Journée 4 BeNe League Red 2012-13 | Charlotte Taelemans 15e |       | 7e Inge Heiremans · 29e Kimberly Verbist · 43e Lien Haverals · 73e Kristien Elsen              | Composition du Saint-Trond : · An Wijnants, Kimberly Verbist, Lore Vanschoenwinkel, Nathalie Weytjens, Inge Heiremans, Kristien Elsen, Marlies Verbruggen, Eleen Kimps, Lien Haverals, Elke Meers, Esther Oversteyns · Remplacements du Saint-Trond : · 25e Inge Heiremans Dorien Guilliams · 60e Esther Oversteyns Silke Leynen · 75e Kimberly Verbist Annelies Menten        |
| | |       |                                                                                                | |
| Samedi 29 septembre 2012, 17:00 | Saint-Trond | 0 - 2 | Standard de Liège                                                                              | |
| Stayen, Saint-Trond Arbitrage : Tibaut Mary Journée 5 BeNe League Red 2012-13 | Annelies Menten 70e |       | 11e Davina Philtjens · 41e Nathalie Weytjens (c.s.c.)                                          | Composition du Saint-Trond : · An Wijnants, Kimberly Verbist, Lore Vanschoenwinkel, Nathalie Weytjens, Kristien Elsen, Marlies Verbruggen, Eleen Kimps, Lien Haverals, Elke Meers, Esther Oversteyns, Silke Leynen · Remplacements du Saint-Trond : · 46e Kimberly Verbist Annelies Menten · 46e Esther Oversteyns Dorien Guilliams · 63e Silke Leynen Anne Stulens            |
| | |       |                                                                                                | |
| Samedi 6 octobre 2012, 17:30 | Lierse SK | 1 - 1 | Saint-Trond                                                                                    | |
| Stade Herman Vanderpoorten, Lierre Arbitrage : Lawrence Visser Journée 6 BeNe League Red 2012-13 | Yana Daniels 34e |       | 61e Esther Oversteyns                                                                          | Composition du Saint-Trond : · An Wijnants, Kimberly Verbist, Lore Vanschoenwinkel, Nathalie Weytjens, Dorien Guilliams, Kristien Elsen, Marlies Verbruggen, Eleen Kimps, Lien Haverals, Elke Meers, Silke Leynen · Remplacements du Saint-Trond : · 16e Kimberly Verbist Annelies Menten · 60e Silke Leynen Esther Oversteyns · 76e Dorien Guilliams Anne Stulens             |
| | |       |                                                                                                | |
| Samedi 13 octobre 2012, 17:00 | Saint-Trond | 0 - 2 | Club Bruges KV                                                                                 | |
| Stayen, Saint-Trond Arbitrage : Virginie Derouaux Journée 7 BeNe League Red 2012-13 | |       | 28e (pen.) Jasmine Vanysacker · 45e Nicky Van Den Abeele · 57e Elien Van Wynendaele            | Composition du Saint-Trond : · An Wijnants, Lore Vanschoenwinkel, Nathalie Weytjens, Kristien Elsen, Marlies Verbruggen, Eleen Kimps, Lien Haverals, Annelies Menten, Elke Meers, Esther Oversteyns, Silke Leynen · Remplacements du Saint-Trond : · 46e Silke Leynen Dorien Guilliams · 46e Annelies Menten Anne Stulens                                                      |
| | |       |                                                                                                | |
| Samedi 3 novembre 2012, 14:30 | Saint-Trond | 1 - 2 | Beerschot AD                                                                                   | |
| Stayen, Saint-Trond Arbitrage : Charles Boeur Journée 8 BeNe League Red 2012-13 | Elke Meers 50e |       | 25e Marthe Van de Wouw · 33e Thais Oosters · 53e Riana Nainggolan                              | Composition du Saint-Trond : · An Wijnants, Lore Vanschoenwinkel, Nathalie Weytjens, Kristien Elsen, Marlies Verbruggen, Charlotte Cranshoff, Eleen Kimps, Lien Haverals, Annelies Menten, Elke Meers, Silke Leynen · Remplacements du Saint-Trond : · 46e Charlotte Cranshoff Dorien Guilliams · 46e Silke Leynen Esther Oversteyns · 78e Annelies Menten Anne Stulens        |
| | |       |                                                                                                | |
| Samedi 10 novembre 2012, 14:30 | SV Zulte Waregem | 1 - 2 | Saint-Trond                                                                                    | |
| Stade communal, Zulte Arbitrage : Jens Standaert Journée 9 BeNe League Red 2012-13 | Kelly Decubber 40e · Eva Van Daele 71e |       | 45e Silke Leynen · 70e Dorien Guilliams                                                        | Composition du Saint-Trond : · An Wijnants, Lore Vanschoenwinkel, Nathalie Weytjens, Kristien Elsen, Marlies Verbruggen, Eleen Kimps, Lien Haverals, Annelies Menten, Elke Meers, Esther Oversteyns, Silke Leynen · Remplacements du Saint-Trond : · 65e Esther Oversteyns Dorien Guilliams · 84e Eleen Kimps Anne Stulens                                                     |
| | |       |                                                                                                | |
| Samedi 17 novembre 2012, 14:30 | Saint-Trond | 4 - 0 | Oud-Heverlee Louvain                                                                           | |
| Stayen, Saint-Trond Arbitrage : Kevin Alexis Journée 10 BeNe League Red 2012-13 | Elke Meers 24e (pen.) · Kristien Elsen 50e · Elke Meers 55e · Kristien Elsen 56e                                                                 |       | 33e Ellen Charlier                                                                             | Composition du Saint-Trond : · An Wijnants, Lore Vanschoenwinkel, Nathalie Weytjens, Kristien Elsen, Marlies Verbruggen, Eleen Kimps, Lien Haverals, Annelies Menten, Elke Meers, Esther Oversteyns, Silke Leynen · Remplacements du Saint-Trond : · 61e Annelies Menten Anne Stulens · 71e Elke Meers Dorien Guilliams                                                        |
| | |       |                                                                                                | |
| Samedi 24 novembre 2012, 15:00 | RSC Anderlecht | 1 - 1 | Saint-Trond                                                                                    | |
| Centrel national de football, Tubize Arbitrage : Kristof Mollu Journée 11 BeNe League Red 2012-13 | Anaelle Wiard 32e · Laura Deloose 56e |       | 79e Kristien Elsen · 80e Eleen Kimps · 84e Annelies Menten                                     | Composition du Saint-Trond : · An Wijnants, Lore Vanschoenwinkel, Nathalie Weytjens, Kristien Elsen, Marlies Verbruggen, Eleen Kimps, Lien Haverals, Annelies Menten, Elke Meers, Esther Oversteyns, Silke Leynen · Remplacements du Saint-Trond : · 27e Annelies Menten Anne Stulens · 46e Silke Leynen Charlotte Cranshoff · 46e Esther Oversteyns Dorien Guilliams          |
| | |       |                                                                                                | |
| Mardi 18 décembre 2012, 19:30 | Standard de Liège | 2 - 0 | Saint-Trond                                                                                    | |
| Académie Robert Louis-Dreyfus, Liège Arbitrage : Gerlof Gils Journée 12 BeNe League Red 2012-13 Remarque : cette rencontre a d'abord été prévue pour le samedi 8 décembre, mais a été annulée à cause de fortes chutes de neige. | Julie Biesmans 70e · Lola Wajnblum 72e |       |                                                                                                | Composition du Saint-Trond : · An Wijnants, Lore Vanschoenwinkel, Nathalie Weytjens, Kristien Elsen, Marlies Verbruggen, Eleen Kimps, Lien Haverals, Annelies Menten, Elke Meers, Esther Oversteyns, Silke Leynen · Remplacements du Saint-Trond: · 48e Annelies Menten Anne Stulens · 65e Silke Leynen Charlotte Cranshoff · 82e Esther Oversteyns Dorien Guilliams           |
| | |       |                                                                                                | |
| Samedi 15 décembre 2012, 14:30 | Saint-Trond | 0 - 1 | Lierse SK                                                                                      | |
| Stayen, Saint-Trond Arbitrage : Gilles Van Emelen Journée 13 BeNe League Red 2012-13 | |       | 80e Lotte Aertsen · 87e Lenie Onzia                                                            | Composition du Saint-Trond : · An Wijnants, Lore Vanschoenwinkel, Nathalie Weytjens, Kristien Elsen, Marlies Verbruggen, Eleen Kimps, Lien Haverals, Annelies Menten, Elke Meers, Inge Heiremans, Charlotte Cranshoff · Remplacements du Saint-Trond : · 46e Charlotte Cranshoff Silke Leynen · 65e Annelies Menten Kimberly Verbist · 73e Inge Heiremans Esther Oversteyns    |
| | |       |                                                                                                | |
| Samedi 22 décembre 2012, 14:00 | Club Bruges KV | 4 - 3 | Saint-Trond                                                                                    | |
| Stade communal, Aalter Arbitrage : Ken Braem Journée 14 BeNe League Red 2012-13 | Evy De Smedt 8e · Nina Vindevoghel 20e · Elien Van Wynendaele 66e · Lore Dezeure 86e · Yana Haesebroeck 90e                                      |       | 41e Elke Meers · 43e Elke Meers · 87e (pen.) Elke Meers                                        | Composition du Saint-Trond : · An Wijnants, Lore Vanschoenwinkel, Nathalie Weytjens, Kristien Elsen, Marlies Verbruggen, Eleen Kimps, Lien Haverals, Annelies Menten, Elke Meers, Inge Heiremans, Charlotte Cranshoff · Remplacements du Saint-Trond : · 63e Charlotte Cranshoff Silke Leynen · 75e Annelies Menten Kimberly Verbist · 75e Inge Heiremans Esther Oversteyns    |

#### Évolution du classement
| Journée  | 1 | 2 | 3 | 4  | 5  | 6  | 7  | 8  | 9  | 10 | 11 | 12 | 13 | 14 |
| -------- | - | - | - | -- | -- | -- | -- | -- | -- | -- | -- | -- | -- | -- |
| Résultat | g | g | g | g  | p  | n  | p  | p  | g  | g  | n  | p  | p  | p  |
| Points   | 3 | 6 | 9 | 12 | 12 | 13 | 13 | 13 | 16 | 19 | 20 | 20 | 20 | 20 |
| Rang     | 2 | 2 | 2 | 2  | 2  | 2  | 3  | 3  | 3  | 2  | 2  | 4  | 2  | 5  |

#### Classement
| Rang | Club                 | Joué | G  | P  | N | BP | BC | Pts. | Qualification ou relégation |
| ---- | -------------------- | ---- | -- | -- | - | -- | -- | ---- | --------------------------- |
| 1    | Standard de Liège    | 14   | 13 | 1  | 0 | 40 | 6  | 39   | BeNe League A               |
| 2    | RSC Anderlecht       | 14   | 8  | 5  | 1 | 43 | 22 | 25   | BeNe League A               |
| 3    | Lierse SK            | 14   | 8  | 5  | 1 | 43 | 22 | 25   | BeNe League A               |
| 4    | Beerschot AD         | 14   | 6  | 5  | 3 | 21 | 17 | 21   | BeNe League A               |
| 5    | Saint-Trond          | 14   | 6  | 6  | 2 | 25 | 19 | 20   | BeNe League B               |
| 6    | Club Bruges KV       | 14   | 5  | 6  | 3 | 23 | 35 | 18   | BeNe League B               |
| 7    | Oud-Heverlee Louvain | 14   | 4  | 9  | 1 | 10 | 34 | 13   | BeNe League B               |
| 8    | SV Zulte Waregem     | 14   | 1  | 13 | 0 | 11 | 53 | 3    | BeNe League B               |

### BeNe League B

#### Rencontres
| | |       | | |
| Mardi 19 février 2013, 19:30 | SC Heerenveen | 3 - 4 | Saint-Trond | |
| Sportcomplex Nieuwehorne, Heerenveen Arbitrage : Jeroen Vredevoogd Journée 1 BeNe League B 2012-13 Remarque : cette rencontre a d'abord été prévue pour le vendredi 25 janvier, mais a été annulé à cause de fortes chutes de neige. | Charissa Burgwal 1re (csc) · Vivianne Miedema 9e · Cynthia Beekhuis 20e · Vivianne Miedema 52e                        |       | 23e Elke Meers · 55e Kristien Elsen · 63e Annelies Menten · 90e Charlotte Cranshoff                                                                                                   | Composition du Saint-Trond : · An Wijnants, Kimberly Verbist, Nathalie Weytjens, Annelies Menten, Charlotte Cranshoff, Dorien Guilliams, Kristien Elsen, Eleen Kimps, Lien Haverals, Elke Meers · Remplacements du Saint-Trond : · 71e Dorien Guilliams Anne Stulens |
| | |       | | |
| Samedi 2 février 2013, 17:00 | Saint-Trond | 1 - 3 | SC Telstar | |
| Stayen, Saint-Trond Arbitrage : Maarten Vannoppen Journée 2 BeNe League B 2012-13 | Kristien Elsen 82e |       | 15e Loïs Oudemast · 22e Stefanie van der Gragt · 76e Dominique Vugts | Composition du Saint-Trond : · An Wijnants, Lore Vanschoenwinkel, Nathalie Weytjens, Kristien Elsen, Marlies Verbruggen, Eleen Kimps, Lien Haverals, Annelies Menten, Elke Meers, Inge Heiremans, Silke Leynen · Remplacements du Saint-Trond : · 46e Silke Leynen Charlotte Cranshoff · 60e Inge Heiremans Kimberly Verbist · 75e Annelies Menten Dorien Guilliams            |
| | |       | | |
| Samedi 23 février 2013, 15:00 | SV Zulte Waregem | 0 - 5 | Saint-Trond | |
| Stade communal, Zulte Arbitrage : Jens Vansteelandt Journée 3 BeNe League B 2012-13 | Pauline Crammer 60e                                                                                                   |       | 3e Charlotte Cranshoff · 6e Elke Meers · 65e Elke Meers · 79e Elke Meers · 82e Dorien Guilliams                                                                                       | Composition du Saint-Trond : · An Wijnants, Kimberly Verbist, Lore Vanschoenwinkel, Nathalie Weytjens, Kristien Elsen, Marlies Verbruggen, Charlotte Cranshoff, Eleen Kimps, Lien Haverals, Annelies Menten · Remplacements du Saint-Trond : · 68e Anne Stulens Kimberly Verbist · 75e Charlotte Cranshoff Dorien Guilliams · 89e Elke Meers Sabrina Broos                     |
| | |       | | |
| Samedi 2 mars 2013, 15:00 | Saint-Trond | 3 - 1 | Club Bruges KV | |
| Stayen, Saint-Trond Arbitrage : Nicolas Lamboray Journée 4 BeNe League B 2012-13 | Lore Vanschoenwinkel 31e · Annelies Menten 62e · Anne Stulens 82e · Kristien Elsen 89e                                |       | 47e Silke Demeyere | Composition du Saint-Trond : · An Wijnants, Kimberly Verbist, Lore Vanschoenwinkel, Nathalie Weytjens, Annelies Menten, Dorien Guilliams, Kristien Elsen, Eleen Kimps, Lien Haverals, Marlies Verbruggen, Elke Meers · Remplacements du Saint-Trond : · 60e Kimberly Verbist Anne Stulens · 66e Dorien Guilliams Charlotte Cranshoff                                           |
| | |       | | |
| Samedi 16 mars 2013, 15:00 | Saint-Trond | 2 - 3 | PEC Zwolle | |
| Stayen, Saint-Trond Arbitrage : Davy Schroyen Journée 5 BeNe League B 2012-13 | Kimberly Verbist 3e · Nathalie Weytjens 58e · An Wijnants 83e · Anne Stulens 89e                                      |       | 31e Marianne van Brummelen · 35e Sylvia Smit · 44e Judith Frijlink · 58e Lydia Borg · 64e Judith Frijlink · 70e Jolijn Heuvels · 89e Marianne van Brummelen · 90+1e Lisanne Vermeulen | Composition du Saint-Trond : · An Wijnants, Kimberly Verbist, Lore Vanschoenwinkel, Nathalie Weytjens, Kristien Elsen, Marlies Verbruggen, Charlotte Cranshoff, Eleen Kimps, Lien Haverals, Annelies Menten, Elke Meers · Remplacements du Saint-Trond : · 46e Kimberly Verbist Dorien Guilliams · 70e Lien Haverals Anne Stulens · 70e Charlotte Cranshoff Esther Oversteyns  |
| | |       | | |
| Vendredi 22 mars 2013, 19:30 | FC Utrecht | 4 - 1 | Saint-Trond | |
| Sportpark Maarschalkerweerd, Utrecht Arbitrage : Fijke Hoogendijk Journée 6 BeNe League B 2012-13 | Tessa Oudejans 15e · Tessa Oudejans 64e · Ane Maguire 77e · Kristien Koopmans 89e                                     |       | 35e Elke Meers · 88e Annelies Menten | Composition du Saint-Trond : · Sabrina Broos, Kimberly Verbist, Lore Vanschoenwinkel, Nathalie Weytjens, Dorien Guilliams, Kristien Elsen, Marlies Verbruggen, Eleen Kimps, Lien Haverals, Annelies Menten, Elke Meers · Remplacements du Saint-Trond : · 64e Kimberly Verbist Anne Stulens · 71e Dorien Guilliams Esther Oversteyns                                           |
| | |       | | |
| Samedi 30 mars 2013, 17:00 | Saint-Trond | 1 - 0 | Oud-Heverlee Louvain | |
| Stayen, Saint-Trond Arbitrage : Leen Martens Journée 7 BeNe League B 2012-13 | Elke Meers 17e · Kristien Elsen 73e                                                                                   |       | 77e Femke Houben · 80e Femke Houben · 90e Ella Van Kerkhoven | Composition du Saint-Trond : · An Wijnants, Kimberly Verbist, Lore Vanschoenwinkel, Nathalie Weytjens, Dorien Guilliams, Kristien Elsen, Marlies Verbruggen, Charlotte Cranshoff, Eleen Kimps, Lien Haverals, Elke Meers · Remplacements du Saint-Trond : · 46e Dorien Guilliams Esther Oversteyns · 65e Kimberly Verbist Anne Stulens · 79e Charlotte Cranshoff Silke Leynen  |
| | |       | | |
| Samedi 13 avril 2013, 17:00 | Saint-Trond | 0 - 3 | SC Heerenveen | |
| Complexe d'entraînement, Saint-Trond Arbitrage : Marc Smeets Journée 8 BeNe League B 2012-13 | |       | 27e Sylvia Woudberg · 28e Vivianne Miedema · 36e Si Shut Hau · 45e Vivianne Miedema · 63e Vivianne Miedema · 66e Sisca Folkertsma · 67e Vivianne Miedema                              | Composition du Saint-Trond : · An Wijnants, Kimberly Verbist, Lore Vanschoenwinkel, Nathalie Weytjens, Kristien Elsen, Marlies Verbruggen, Charlotte Cranshoff, Eleen Kimps, Lien Haverals, Annelies Menten, Elke Meers · Remplacements du Saint-Trond : · 46e Kimberly Verbist Silke Leynen · 60e Annelies Menten Dorien Guilliams · 60e Lien Haverals Esther Oversteyns      |
| | |       | | |
| Samedi 20 avril 2013, 14:00 | SC Telstar | 2 - 1 | Saint-Trond | |
| Stade TATA Steel, Velsen-Zuid Arbitrage : Ferit Akkaya Journée 9 BeNe League B 2012-13 | Amber van der Heijde 2e · Kristina Sundov 82e                                                                         |       | 76e Esther Oversteyns · 90+2e Esther Oversteyns · 90+2e Marlies Verbruggen | Composition du Saint-Trond : · An Wijnants, Lore Vanschoenwinkel, Nathalie Weytjens, Dorien Guilliams, Kristien Elsen, Marlies Verbruggen, Charlotte Cranshoff, Eleen Kimps, Lien Haverals, Annelies Menten, Elke Meers · Remplacements du Saint-Trond : · 59e Dorien Guilliams Esther Oversteyns · 63e Eleen Kimps Kimberly Verbist · 77e Charlotte Cranshoff Silke Leynen    |
| | |       | | |
| Samedi 27 avril 2013, 17:00 | Saint-Trond | 4 - 0 | SV Zulte Waregem | |
| Complexe d'entraînement, Saint-Trond Arbitrage : Joris Claes Journée 10 BeNe League B 2012-13 | Elke Meers 22e · Silke Leynen 24e · Elke Meers 49e · Kristien Elsen 60e · Nathalie Weytjens 67e                       |       | | Composition du Saint-Trond : · An Wijnants, Lore Vanschoenwinkel, Nathalie Weytjens, Kristien Elsen, Marlies Verbruggen, Charlotte Cranshoff, Eleen Kimps, Lien Haverals, Annelies Menten, Elke Meers, Silke Leynen · Remplacements du Saint-Trond : · 46e Lien Haverals Anne Stulens · 46e Annelies Menten Kimberly Verbist · 60e Marlies Verbruggen Esther Oversteyns        |
| | |       | | |
| Samedi 4 mai 2013, 12:30 | Club Bruges KV | 1 - 4 | Saint-Trond | |
| Stade communal, Aalter Arbitrage : Dimitri Bouckeljoen Journée 11 BeNe League B 2012-13 | Christine Saelens 13e · Lore Dezeure 90e                                                                              |       | 7e Kristien Elsen · 12e Kristien Elsen · 50e Lien Haverals · 70e Kristien Elsen · 83e Charlotte Cranshoff · 85e Charlotte Cranshoff                                                   | Composition du Saint-Trond : · An Wijnants, Lore Vanschoenwinkel, Nathalie Weytjens, Dorien Guilliams, Kristien Elsen, Marlies Verbruggen, Eleen Kimps, Lien Haverals, Annelies Menten, Elke Meers, Silke Leynen · Remplacements du Saint-Trond : · 46e Nathalie Weytjens Esther Oversteyns · 46e Eleen Kimps Kimberly Verbist · 55e Dorien Guilliams Charlotte Cranshoff      |
| | |       | | |
| Vendredi 10 mai 2013, 19:30 | PEC Zwolle | 4 - 1 | Saint-Trond | |
| Stade IJsseldelta, Zwolle Arbitrage : Joachim Will Journée 12 BeNe League B 2012-13 | Lisanne Vermeulen 21e · Judith Frijlink 36e · Marianne van Brummelen 56e · Lisanne Vermeulen 62e · Jolijn Heuvels 80e |       | 44e Elke Meers · 46e Dorien Guilliams | Composition du Saint-Trond : · An Wijnants, Lore Vanschoenwinkel, Nathalie Weytjens, Kristien Elsen, Marlies Verbruggen, Eleen Kimps, Anne Stulens, Lien Haverals, Annelies Menten, Elke Meers, Silke Leynen · Remplacements du Saint-Trond : · 46e Silke Leynen Kimberly Verbist · 63e Elke Meers Dorien Guilliams                                                            |
| | |       | | |
| Samedi 18 mai 2013, 15:00 | Saint-Trond | 1 - 7 | FC Utrecht | |
| Stayen, Saint-Trond Arbitrage : Ben Mesotten Journée 13 BeNe League B 2012-13 | Marlies Verbruggen 39e · Nathalie Weytjens 40e · An Wijnants 52e                                                      |       | 18e Tessa Oudejans · 20e Tula de Wit · 53e Dominique van Wensveen · 76e Franca van de Kuilen · 80e Tessa Oudejans · 85e Kristen Koopmans · 88e Kristen Koopmans                       | Composition du Saint-Trond : · An Wijnants, Kimberly Verbist, Lore Vanschoenwinkel, Nathalie Weytjens, Kristien Elsen, Marlies Verbruggen, Charlotte Cranshoff, Eleen Kimps, Lien Haverals, Annelies Menten, Elke Meers · Remplacements du Saint-Trond : · 46e Kimberly Verbist Dorien Guilliams · 69e Charlotte Cranshoff Esther Oversteyns · 69e Kristien Elsen Silke Leynen |
| | |       | | |
| Samedi 25 mai 2013, 15:00 | Oud-Heverlee Leuven                                                                                                   | 1 - 0 | Saint-Trond | |
| Stade Den Dreef, Louvain Arbitrage : Nathan Verboomen Journée 14 BeNe League B 2012-13 | Sara Yuceil 64e |       | 77e Eleen Kimps · 85e Charlotte Cranshoff · 87e Silke Leynen | Composition du Saint-Trond : · Kimberly Verbist, Lore Vanschoenwinkel, Kristien Elsen, Marlies Verbruggen, Charlotte Cranshoff, Eleen Kimps, Anne Stulens, Lien Haverals, Annelies Menten, Elke Meers, Esther Oversteyns · Remplacements du Saint-Trond : · 46e Kimberly Verbist Silke Leynen · 62e Anne Stulens Dorien Guilliams                                              |

#### Évolution du classement
| Journée  | 1 | 2 | 3 | 4 | 5 | 6 | 7  | 8  | 9  | 10 | 11 | 12 | 13 | 14 |
| -------- | - | - | - | - | - | - | -- | -- | -- | -- | -- | -- | -- | -- |
| Résultat | g | p | g | g | p | p | g  | p  | p  | g  | g  | p  | p  | p  |
| Points   | 3 | 3 | 6 | 9 | 9 | 9 | 12 | 12 | 12 | 15 | 18 | 18 | 18 | 18 |
| Rang     | 5 | 7 | 2 | 2 | 3 | 4 | 4  | 5  | 5  | 5  | 4  | 4  | 5  | 6  |

#### Classement
| Rang | Club                 | Joué | G  | P  | N | BP | BC | Pts. | Qualification ou relégation |
| ---- | -------------------- | ---- | -- | -- | - | -- | -- | ---- | --------------------------- |
| 1    | SC Telstar           | 14   | 11 | 2  | 1 | 50 | 12 | 34   | Vainqueur BeNe League B     |
| 2    | PEC Zwolle           | 14   | 11 | 2  | 1 | 52 | 21 | 34   |                             |
| 3    | SC Heerenveen        | 14   | 9  | 4  | 1 | 42 | 21 | 28   |                             |
| 4    | FC Utrecht           | 14   | 7  | 7  | 0 | 34 | 27 | 21   |                             |
| 5    | Oud-Heverlee Louvain | 14   | 5  | 5  | 4 | 18 | 23 | 19   |                             |
| 6    | Saint-Trond          | 14   | 6  | 8  | 0 | 28 | 34 | 18   |                             |
| 7    | SV Zulte Waregem     | 14   | 1  | 11 | 2 | 11 | 55 | 5    |                             |
| 8    | Club Bruges KV       | 14   | 1  | 12 | 1 | 9  | 53 | 4    |                             |

## Coupe de Belgique
| | |       |                                           | |
| Mercredi 31 octobre 2012, 20:00 | Saint-Trond | 7 - 1 | RAEC Mons                                 | |
| Complexe d'entraînement, Saint-Trond Arbitrage : Kristof Mollu 1/16ièmes de finale Coupe de Belgique 2012-2013 | Elke Meers 12e · Elke Meers 16e · Elke Meers 38e · Marlies Verbruggen 52e (pen.) · Kristien Elsen 68e · Esther Oversteyns 72e · Dorien Guilliams 88e   |       | 62e Elodie Pollet · 70e Virginie Huvelle  | Composition du Saint-Trond : · An Wijnants, Lore Vanschoenwinkel, Nathalie Weytjens, Kristien Elsen, Marlies Verbruggen, Eleen Kimps, Lien Haverals, Annelies Menten, Elke Meers, Esther Oversteyns, Silke Leynen · Remplacements du Saint-Trond : · 75e Esther Oversteyns Dorien Guilliams · 87e Eleen Kimps Anne Stulens                                                    |
| | |       |                                           | |
| Samedi 1er décembre 2012, 17:00 | Saint-Trond | 9 - 0 | DV Zonhoven                               | |
| Complexe d'entraînement, Saint-Trond Arbitrage : José Arnols 1/8ièmes de finale Coupe de Belgique 2012-2013 | Silke Leynen 20e · Esther Oversteyns 46e · Elke Meers 48e · Elke Meers 54e · Elke Meers 61e · Eleen Kimps 82e · Esther Oversteyns 83e · Elke Meers 86e |       | 64e (csc) Febe Nulens                     | Composition du Saint-Trond : · An Wijnants, Eleen Kimps, Lore Vanschoenwinkel, Nathalie Weytjens, Anne Stulens, Marlies Verbruggen, Annelies Menten, Elke Meers, Kristien Elsen, Charlotte Cranshoff, Silke Leynen · Remplacements du Saint-Trond : · 46e Anne Stulens Lien Haverals · 46e Charlotte Cranshoff Dorien Guilliams · 46e Silke Leynen Esther Oversteyns          |
| | |       |                                           | |
| Samedi 12 janvier 2013, 14:30 | Club Bruges KV | 0 - 0 | Saint-Trond                               | |
| Stade communal, Aalter Arbitrage : Stijn Taveirne Match-aller quarts de finale Coupe de Belgique 2012-2013 | |       | 32e Annelies Menten · 60e Annelies Menten | Composition du Saint-Trond : · An Wijnants, Lore Vanschoenwinkel, Nathalie Weytjens, Kristien Elsen, Marlies Verbruggen, Eleen Kimps, Lien Haverals, Annelies Menten, Elke Meers, Inge Heiremans, Charlotte Cranshoff · Remplacements du Saint-Trond : · 46e Lien Haverals Anne Stulens · 65e Charlotte Cranshoff Dorien Guilliams · 82e Marlies Verbruggen Esther Oversteyns |
| | |       |                                           | |
| Samedi 16 février 2013, 15:00 | Saint-Trond | 1 - 1 | Club Bruges KV                            | |
| Stayen, Saint-Trond Arbitrage : Brahim Chtouki Match-retour quarts de finale Coupe de Belgique 2012-2013 Remarque : cette rencontre a d'abord été prévue pour le samedi 19 janvier, mais a été annulé à cause de fortes chutes de neige. | Charlotte Cranshoff 37e |       | 76e Nicky Van den Abeele                  | Composition du Saint-Trond : · An Wijnants, Lore Vanschoenwinkel, Nathalie Weytjens, Silke Leynen, Marlies Verbruggen, Eleen Kimps, Kimberly Verbist, Kimberly Verbist, Elke Meers, Inge Heiremans, Charlotte Cranshoff · Remplacements du Saint-Trond : · 55e Silke Leynen Anne Stulens · 70e Dorien Guilliams Kristien Elsen · 80e Kimberly Verbist Sabrina Broos           |